# Auguste Van de Velde
Auguste Joseph Marie Van de Velde (Hamme, 24 juli 1885 - 3 oktober 1970) was een Belgisch volksvertegenwoordiger.

## Levensloop
Van de Velde was een zoon van Philemon Van de Velde (1857) en Nathalia Van Vossole (1862). Hij had negen broers en zussen.
Beroepshalve bediende, werd Van de Velde verkozen tot gemeenteraadslid en schepen van Hamme (1927-1946). Hij was ook provincieraadslid voor Oost-Vlaanderen (1921-1938).
In 1938 werd hij verkozen tot katholiek volksvertegenwoordiger voor het arrondissement Dendermonde en vervulde dit mandaat tot in 1946.